# Charles de Suremain
Charles Jean Baptiste de Suremain, född 9 oktober 1762 i Bourgogne, död 24 september 1835 i Dijon, var en fransk-svensk militär verksam under Revolutionskrigen och Napoleonkrigen.

## Biografi
Charles de Suremain tillhörde en adelsfamilj från Bourgogne. Han emigrerade 1792, då kapten vid artilleriet, och tjänstgjorde vid emigranthären. Han rekommenderades 1794 genom prins Henrik av Preussen till en plats som guvernör för två unga friherrar De Geer på Finspång. Samma år blev han emellertid kapten vid svenska artilleriet och lärare i krigsvetenskap för Gustaf IV Adolf, från 1795 med majors rang. Snart ägnade han sig helt åt hovtjänst och synes ha varit ett slags rolighetsminister hos hertig Karl samt förmedlade på våren 1796 hemliga sammankomster mellan denne och den schweiziske äventyraren Christin, som gick den ryska beskickningens ärenden.
I 1808 års finska krig deltog han som överstelöjtnant och adjutant hos överbefälhavaren, sårades i slaget vid Oravais och utnämndes därefter till överste. Efter statskuppen 1809 skickades han i mars samma år i hemlighet för att till Napoleon överlämna underrättelsen om statskuppen och anhålla om hans hjälp att erhålla fred. de Suremain fick inte träffa kejsaren eftersom han avrest till krigsskådeplatsen. På en ny hemlig beskickning till Frankrike juli 1809–maj 1810, som han utförde på sitt eget förslag och på hertig Karls uppdrag, hade han till uppgift att utverka lindringar för Sverige i fråga om kontinentalsystemet, men franske utrikesministern kunde inte ens utverka audiens för honom hos kejsaren, trots att han var kungens generaladjutant.
Då fransmännen 1812 besatte Svenska Pommern, stannade Suremain i svensk tjänst med villkor att slippa direkt strida mot Frankrike. Trots smärre meningsbrytningar mellan honom och Karl Johan utnämndes han samma år till generalinspektör vid artilleriet och 1813 till generalmajor, varefter han som överbefälhavare vid svenska artilleriet deltog i Nordarméns fälttåg i Tyskland. När svenskarna efter Kielfreden (1814) skulle tåga mot Frankrike, begärde Suremain avsked, men utnämndes till militärguvernör över Lübeck, som då var svenska arméns förnämsta förrådsplats och förbindelseled med Sverige. Som generaladjutant för artilleriet ledde han sedermera belägringen av Fredrikshald, men råkade därunder i misshälligheter med Karl Johan. Efter norska fälttåget fick han tjänstledighet för att resa till Frankrike i enskilda angelägenheter. Vid återkomsten (1815) fann han, att kronprinsen beordrat honom till Pommern, till namnet för att inspektera fästningsverk, men enligt Suremains egen åsikt i ett slags landsflykt. Han tog då avsked med rang av generallöjtnant, vilken han även i Frankrike fick behålla. Efter en kortare tids tjänstgöring där tog han avsked även ur franska armén 1817.
Han gifte sig med general Eblés änka och tillbringade återstoden av sitt liv som godsägare i sin hemtrakt Bourgogne, sysselsatt med att författa Mémoires du lieutenant-général de Suremain (utgivna 1902; "Sverige på franska republikens och kejsardömets tid. Generallöjtnant de Suremains minnen från hans anställning i svensk krigstjänst 1794–1815", 1902), som grundar sig på dagboksanteckningar och utmärkas för exakta uppgifter, opartisk och anspråkslös hållning samt mycken tillgivenhet för Karl XIII.